# Exegese
Exegese (do grego: ἐξήγησις de ἐξηγεῖσθαι, "levar para fora") é uma interpretação ou explicação crítica de um texto, particularmente de um texto religioso. O termo foi tradicionalmente usado para a exegese da Bíblia (também chamada exegética), mas atualmente é mais comum a designação "exegese bíblica", por ser mais específico e distingui-lo de qualquer outra explicação crítica mais ampla de qualquer tipo de texto. Quem pratica a exegese é chamado exegeta.
A exegese inclui uma ampla gama de disciplinas críticas: crítica textual é a investigação da história e das origens de um texto, mas a exegese pode incluir o estudo dos antecedentes históricos e culturais do autor, do texto ou de seu público original. Outras análises incluem a classificação do tipo de gênero literário presente no texto e uma análise de características gramaticais e sintáticas no texto propriamente dito.
Os termos exegese e hermenêutica têm sido usados como sinônimos.

## Uso
Aquele que pratica a exegese é chamado um exegeta (do grego ἐξηγητής). O plural de exegese é exegeses. O adjetivo é exegético (por exemplo, comentários exegéticos). Em exegese bíblica, o oposto da exegese (retirar) é eisegese (envolver), no sentido de um comentarista eisegético "importar" ou "envolver" suas próprias interpretações puramente subjetivas no texto, não suportadas pelo texto em si. Eisegese é frequentemente usada como um termo depreciativo.